# Mircenol
O mircenol é um composto orgânico, especificamente um terpenóide. É mais notável como um dos componentes perfumados do óleo de lavanda.
Também é encontrado na planta do lúpulo (Humulus lupulus). E-Mircenol atua também como um feromônio para besouros de casca.

## Papel na indústria de fragrâncias
O mircenol é obtido sinteticamente a partir de mirceno por meio de hidro-aminação do 1,3-dieno, seguida por hidrólise e remoção catalisada da amina. Como 1,3-dienos, o micenol sofre reações de Diels-Alder com vários dienófilos, como acroleína, para dar derivados de ciclohexeno, que também são fragrâncias úteis.